# Paradota
Paradota is een geslacht van zeekomkommers uit de familie Chiridotidae.

## Soorten
- Paradota ingolfi (Heding, 1935) Heding, 1935
- Paradota marionensis Massin, 1992
- Paradota weddellensis Gutt, 1990